# Eloy de la Iglesia
Eloy de la Iglesia (Zarautz, Guipúscoa, 1 de gener de 1944 — Madrid, 23 de març de 2006) va ser un realitzador cinematogràfic basc.
Es formà a l'Institute des Hautes Etudes Cinématographiques (IDHEC) de París i va iniciar-se com a guionista de televisió. El 1966 va estrenar el seu primer llargmetratge, la producció infantil Fantasía 3 i el 1967 li van censurar Algo amargo en la boca. És un dels directors més exitosos del final del franquisme i la transició. Les seves pel·lícules destaquen pel seu relat de la marginació, la drogodependència i la violència i per un tractament del sexe que sovint va resultar polèmic.

## Obres
Va dirigir un total de 23 pel·lícules
- La semana del asesino (1971)
- Una gota de sangre para seguir amando (1973)
- La criatura (1977)
- El sacerdote (1978)
- El diputado (1978)
- Navajeros (1980)
- La mujer del ministro (1981)
- Colegas (1982)
- El pico (1983)
- El pico II (1984)
- Otra vuelta de tuerca (1985)
- Los Pazos de Ulloa (1985), sèrie de televisió
- La estanquera de Vallecas (1987)
- Los novios búlgaros (2003)